# Absurdistan (Roman)
Absurdistan (deutsch Absurdistan oder Snack Daddys abenteuerliche Reise) ist ein Roman des US-amerikanischen Schriftstellers Gary Shteyngart aus dem Jahr 2006. Im selben Jahr erschien die deutsche Übersetzung von Robin Detje unter dem Titel Snack Daddys abenteuerliche Reise; 2017 erschien das Buch auf Deutsch unter dem Titel Absurdistan.

## Kurzbeschreibung
Dem jungen, reichen Russen Mischa Vainberg wird aufgrund eines von seinem Vater begangenen Mordes die Wiedereinreise in die USA verweigert. Um die Wiedereinreise dank einer belgischen Staatsbürgerschaft zu erreichen, erkauft Mischa sich eine solche Staatsbürgerschaft in der Ex-Sowjetrepublik Absurdistan, wo er immer tiefer in den Strudel eines Bürgerkriegs gerät. Am Schluss des Buches bleibt er in Absurdistan gestrandet.

## Inhaltsangabe
Die Ermordung von Mischas Vater, Mischas Liebeskummer
Mischa „Snack Daddy“ Vainberg, in Russland geborener, aber teilweise in den USA erzogener Sohn eines Russenmafia-Paten, lebt widerwillig seit zwei Jahren in Sankt Petersburg. Mischas Antrag auf ein Rückkehr-Visum haben die US-Behörden „neun Mal abgelehnt und sich dabei jedes Mal auf den Mord berufen“, den sein Vater an einen Geschäftsmann aus Oklahoma begangen hat. Während Mischa unter anderem mit seiner auf einem Kurzurlaub weilenden US-Geliebten Rouenna Sales, seiner Stiefmutter Ljuba und seinem besten Freund Robert „Aljoscha-Bob“ Lipshitz Party macht, überbringt ein Zivilpolizist namens Belugin die Nachricht vom Tod des Vaters, Boris Vainberg: Boris sei in seinem Auto auf der Palastbrücke mit einer Mine in die Luft gesprengt worden, gefilmt von einem deutschen Touristen. Einer der nachweislichen Täter: der Kriminelle Oleg der Elch. Polizeihauptmann Belugin macht Mischa klar, dass Oleg trotz der erdrückenden Beweislage aufgrund seiner Vernetzung mit höchsten Kreisen niemals angeklagt werden wird. Belugins Vorschlag: „Wir machen mit Oleg dem Elch einen Deal. Er übernimmt sämtliche Vermögenswerte Ihres Vaters zum fairen Marktwert von 25 Millionen Dollar und legt für den Mord an Ihrem Vater noch einmal drei Millionen drauf.“ Da Mischa ohnehin keine Wahl hat, ist er mit dem Deal einverstanden. Mischas Geliebte Rouenna reist zuvor in die USA zurück, wo sie „in die Fänge des Exilschriftstellers Jerry Shteynfarb“ gerät. Der tieftraurige Mischa hat daraufhin Sex mit seiner Stiefmutter Ljuba: „Wir fühlten uns beide einsam und verlassen.“ Die Nachricht von diesem One-Night-Stand verbreitet sich durch Ljubas Hausangestellte wie ein Lauffeuer, unter anderem dank des Internet. Mischa ertränkt zusammen mit Aljoscha-Bob und dessen Freundin den anschließenden Selbsthass („Stiefmutterficker“) in einem Schwulenlokal, wo Mischa Polizeihauptmann Belugin wiedertrifft, dem Mischa gesteht, dass er in den Westen wolle. Belugin berichtet, er stamme „ursprünglich aus der Republik Absurdsvanï. Aus Absurdistan, wie man auch sagt.“ Einer seiner Freunde, Jean-Michel Lefèvre, arbeite „als Rat an der belgischen Botschaft“ und könne Mischa die belgische Staatsbürgerschaft besorgen: „100.000 Dollar für meinen belgischen Freund und 100.000 für mich als Vermittlungsgebühr“, fordert Belugin, zuzüglich zweimal 20.000 Dollar für eine belgische Arbeitserlaubnis für Mischas Diener Timofej. Mischa ist einverstanden. Auch der ortskundige Aljoscha-Bob reist mit nach Absurdistan.
Mischa gerät in den absurdischen Bürgerkrieg
Noch im Flughafengebäude der absurdischen Öl-Metropole Svanïstadt wird Mischa von korrupten Flughafenbeschäftigten als Sohn von Boris Vainberg identifiziert, der lokale Berühmtheit genießt, da er den US-Öldienstleister KBR vor Ort übers Ohr gehauen hat. Mit Aljoscha-Bob und dem Diener Timofej fährt Mischa gen Innenstadt. „Die Landschaft bestand aus graubraunen Seen, umstanden von den kahlen Skeletten der Ölbohrtürme und den neumodischen Kugelbauten der Raffinerien“ und wird von einer kleinen muslimischen Minderheit sowie abseits der Hauptstadt von „Bergjuden“ bewohnt, hauptsächlich aber von zwei christlich-orthodoxen Volksgruppen: den Svanï und den Sevo, die seit einem Schisma verfeindet sind. Die Republik Absurdistan wird von dem Svanï-Diktator Georgi Kanuk regiert, der das Land zu dessen bevorstehendem 30. Geburtstag seinem Sohn Debil Kanuk schenken will, der zuvor auf blutige Weise die „Spezialeinsatzkräfte“ der Republik führte.
Mischa, Aljoscha-Bob und Timofej steigen im Park Hyatt Hotel ab, wo KBR und Halliburton dermaßen viel Einfluss haben, dass dort Prostituierte ungehindert ein- und ausgehen, sofern sie einen „Dienstleistungsvertrag mit KBR“ haben. Der Hyatt-Direktor Larry Zartarian vermittelt Mischa den Kontakt zu einem demokratischen Oppositionellen namens Trotl, der wiederum den Kontakt zum gewünschten belgischen Botschaftsangestellten Jean-Michel Lefèvre herstellen werde. Mischa trifft den wodkatrunkenen Lefèvre in einer Sackgasse hinter dem hauptstädtischen McDonald’s, wohin Trotl ihn begleitete, erhält seinen belgischen Pass. Unmittelbar nach  der Pass-Übergabe brechen Unruhen aus, da angeblich der Diktator Georgi Kanuk in seinem Flugzeug von Sevo-Rebellen abgeschossen worden sei. Zusammen mit Trotl und Timofej will Mischa sich gen Hyatt absetzen, das als „internationales Territorium“ angeblich sicher ist. Trotl wird allerdings von Sicherheitskräften in Hyatt-Nähe aus dem Auto gezerrt und zusammen mit elf weiteren demokratischen Oppositionellen erschossen, die in der Presse als Hintermänner des Sevo-Putschversuches dargestellt werden. Gleichzeitig berichtet die Presse von einem Treffen Debil Kanuks mit den Anführern „des Sevo-Aufstands, die sich selbst Demokratisches Ordnungs- und Reinheits-Schutzkomitee, kurz DORSCH, nennen.“ Mischa will sich zusammen mit Timofej und Aljoscha-Bob von der US-Army evakuieren lassen, doch das scheitert daran, dass Mischa als Sohn des Mörders Boris Vainberg identifiziert wird. Mischa und Timofej müssen in Absurdistan bleiben, Aljoscha-Bob reist ab.
Mischas neue Liebe und weitere Verwicklung in die absurdische Politik
Zwischen Kanuk und DORSCH wird ein Waffenstillstand geschlossen. Mischa versucht sich in der Stadt, die von „Bundesheer und DORSCH-Truppen“ belagert wird, durch ein touristisches Programm abzulenken und nimmt sich daher als Fremdenführerin die Sevo-Angehörige Nana Nanabragovna, angesichts derer Mischa „bereit für eine neue Liebe“ wird. Über Nana lernt Mischa außerdem deren Vater kennen, den DORSCH-Chef Timur Nanabragov, der Mischa gegenüber feststellt, bei dem Bürgerkrieg ginge es womöglich um „eine Pipeline, die entweder durch das Gebiet der Sevo oder der Svanï gelegt werden soll, und wer mehr Profit daraus schlägt.“ Im Dunstkreis einer KBR-Feier auf dem Dach des Hyatt erfährt Mischa später von Hoteldirektor Zartarian, dass DORSCH befohlen habe, das Dach bis zum Folgetag für ukrainische Söldner zu räumen, und von texanischen KBR-Leuten, dass „Jungs aus der Ukraine hier die Inferstruktur zu Klump schießen“ sollen. Ebenfalls wird darauf angespielt, dass KBR aufgrund einer Klausel eines LOGCAP-Exklusivvertrags je mehr Geld an der US-Außenpolitik verdiene, je mehr KBR ausgebe, selbst wenn es nutzlose Ausgaben seien. Während eines Gesprächs mit Timur Nanabragov, in dem Nanabragov Mischa eine Ehe mit Nana nahelegt, einen Ministerposten andient sowie den Juden Mischa als Diplomat bei den Israelis ins Spiel bringt, beschießen die ukrainischen Söldner tatsächlich mit Katjuscha-Raketen den svanïstädtischen Stadtteil Gorbigrad. Mischa mutmaßt, die Gewalt könne deswegen wieder aufgeflammt sein, weil er den DORSCH-Leuten gegenüber festgestellt hatte, die Situation in Absurdistan sei wegen eines von der Polizei erschossenen Studenten beim G8-Gipfel in westlichen Medien nicht ausreichend präsent. Nanabragov beruhigt ihn: „Morgens bombardieren unsere ukrainischen Freunde die svanïschen Teile von Gorbigrad und abends die sevischen. Immer abwechselnd, verstehst du? Aber für die Außenseiter sieht es wie ein echter Krieg aus. Als würden wir einander in Stücke reißen. Hilfe, Hilfe, USA! Rettet unser Öl.“ Der befriedigende Medienerfolg dieser Finte wird in einer DORSCH-Sitzung ausgewertet, an der Mischa als frischgebackener Minister für Multikulturelle Angelegenheiten teilnimmt. Allerdings bewirkt die wirre Lage auch Plünderungen und Bandenkriminalität in Svanïstadt. Und die Lage eskaliert so weit, dass es während eines Drogen-Exzesses des auf dem Nanabragov-Anwesen weilenden Mischa zu einem „Angriff mit schultergestützten Raketen und Artillerie“ auf das internationale Viertel kommt, bei dem auch das Hyatt zerstört wird. Immer noch drogenberauscht quartiert sich Mischa in einem heruntergekommenen Intourist-Hotel ein. Mischas neues Hotel bleibt deswegen von der Eskalation der Gewalt verschont, „weil beinahe alle Schützen einen Verwandten hinter den dicken Betonmauern hocken hatten“, die zu einem Sammelbecken der Geflüchteten aller Schattierungen werden, darunter außer Mischa und dessen Diener Timofej unter anderem Larry Zartarian und dessen Mutter oder Jean-Michel Lefèvre und dessen Liebhaber aus dem McDonald’s.
Die Hintergründe des Bürgerkriegs und Mischas Flucht
Bereits einige Zeit vor dem Angriff auf das internationale Viertel hatte Mischa von Aljoscha-Bob eine E-Mail bekommen, er solle sich „um Himmels willen von der Familie Nanabragov fern […] halten und sofort aus Absurdistan […] verschwinden.“ Kurz zuvor hatte Mischa eine E-Mail von Rouenna empfangen, sie sei von Jerry Shteynfarb geschwängert und sitzen gelassen worden. Damit verlocken Mischa seine beiden „einzigen Freunde“, Absurdistan zu verlassen. Tatsächlich bietet sich eine Flucht-Möglichkeit: Nana kommt in das Intourist-Hotel und nennt als Flucht-Chance einen American-Express-Luxuszug, der sie und Mischa über die Grenze fahren könne. Nana fordert von Mischa, er solle jetzt zu Nanas Vater gehen, der in einem Restaurant speise: „Du sagst ihm, er kann uns mal. Du sagst ihm, wir machen die Fliege.“ Timur Nanabragov beklagt sich dort Mischa gegenüber, dass wegen eines Lynchmords an den ukrainischen Söldnern und eines ebenfalls auf der Hyatt-Dachterrasse tätigen russischen Staatsbürgers die Russen mit Luftangriffen drohten: „Na, wenn uns die Amerikaner angreifen würden, wären wir ein Stück weiter. […] Mischa, du solltest wirklich mit Israel reden“, konkret mit einem Mossad-Agenten im Intourist-Hotel. Mischa versucht dem Mossad-Agenten sein ministeriales Konzept für ein „Kaspisches Institut für Holocaust-Studien bzw. Museum der sevisch-jüdischen Freundschaft“ näherzubringen, das „gut für die Juden“ wäre. Woraufhin der Mossad-Agent entgegnet: „Weißt du, was alles andere als gut für die Juden ist? […] Du.“ Wie schon Nana legt der Mossad-Agent Mischa nahe, den American-Express-Luxuszug am 7. September 2001 zu nehmen, „der am 8. die Grenze erreicht.“ Außerdem klärt der Mossad-Mann Mischa darüber auf, dass laut der Kenntnisse des Mossad Absurdistan die meisten Ölreserven bereits zu Sowjetzeiten gefördert habe, dass Georgi Kanuks Flugzeug nie abgeschossen worden sei und die Kanuks mit 2,4 Millionen Dollar KBR-Bestechungsgeldern inzwischen am Zürichsee residierten. Die gleiche Summe sei an Timur Nanabragov geflossen, um durch seine Mithilfe in einer zwischen Russland und dem Iran gelegenen und somit geostrategisch wichtigen Region durch ein blutiges Theater eine vermeintliche Humanitäre Intervention heraufzubeschwören, in deren Folge eine „gigantische US-Militärpräsenz auf Friedensmission“ errichtet werden sollte, an der KBR infolge des LOGCAP-Exklusivvertrags verdiene. „Aber zweierlei ging schief. Der Krieg geriet außer Kontrolle. […] Und dann kam es noch schlimmer. Die Welt verschloss die Augen. […] Ich meine das amerikanische Volk. […] Weil die Amerikaner sich nämlich unmöglich mit einem Land identifizieren können, das sich schreibt und ausspricht wie Absurdsvanϊ. Wenn man Nägel mit Köpfen machen will, muss das Land sich als Vorname für ein Kind eignen. Ruanda Jones. Somalia Cohen. […] Und wir kommen mit dieser Republika Absurdsvanϊ. Ein hoffnungsloser Fall.“
Entsprechend der Empfehlung des Mossad-Agenten und Nanas besteigt Mischa mit Nana und Timofej den American-Express-Luxuszug, obgleich ihm Nanas Vater drohte: „Du musst mir versprechen, dass du mir meine Nana nicht wegnimmst. […] Sonst würde ich ganz, ganz böse werden.“ Auf der Fahrt hält der American-Express-Luxuszug, weil fliegende Händler an der Strecke ihre Ware feilbieten. Mischa steigt aus, um eine Nachspeise zur Zugverpflegung zu kaufen. Die fliegenden Händler stellen sich nur als Finte der „Bergjuden“ heraus, die vom Mossad-Agenten informiert wurden, dass man den flüchtigen Juden Mischa Vainberg im Auftrag des wegen Mischas Flucht empörten Timur Nanabragov durch Nanabragov-Leute umbringen lassen und Nana zurück zu ihrem Vater bringen werde. Mischa, Timofej und Nana verlassen den Zug, kommen bei den „Bergjuden“ unter, wo Mischa abermals mit dem Wirken seines Vaters konfrontiert wird: Boris Vainberg hat den „Bergjuden“ eine „Replik der Klagemauer“ gesponsert und dafür eine Gedenktafel errichtet bekommen mit Widmung und vermeintlichem Boris-Vainberg-Zitat: Mit allen nötigen Mitteln. „Hatte mein Papa gewusst, dass der Satz von Malcolm X geklaut war?“ Dieses Zitat gibt Mischa den letzten Impuls, eine Rückkehr zu seiner wahren Liebe Rouenna zu versuchen, sich dem Nanabragov-Clan einschließlich Nanas zu entwinden und somit seinen beiden einzigen Freunden Rouenna und Aljoscha-Bob gerecht zu werden. „Wir fahren nicht nach Belgien, Timofeij. Wir schlagen uns nach New York durch. Mit allen nötigen Mitteln.“ Ohne Nana. An Rouenna mailt Mischa: „Wenn du Shteynfarbs Kind haben möchtest, dann mach nur. Es wird auch mein Kind sein.“

## Textanalyse
Beim Roman Absurdistan handelt es sich um eine in Ich-Form erzählte, zutiefst ironische Satire über Multikulturalismus.  Die erzählte Zeit erstreckt sich vom 15. Juni 2001 bis in die zweite Woche des September 2001, was der US-Literaturwissenschaftler Dean J. Franco dahingehend deutet, dass der Konsumexzess und politische Nihilismus des Romans durch etwas weitaus Schlimmeres wie Nine Eleven relativiert würden. Weite Strecken des Romans bestehen allerdings aus Rückblenden auf Mischas Leben in Russland (bis zurück auf seine Zeit als Baby) und sein Leben in den USA, beispielsweise sein Liebesleben mit Rouenna oder die von Boris Vainberg gewünschte Beschneidung Mischas in New York durch eine Gruppe von „fanatischen Chassidim und ihren unterbezahlten Handlangern im städtischen Krankenhaus“. Orte der Handlung sind Sankt Petersburg, Mischas College im Mittleren Westen, New York sowie die am Kaspischen Meer gelegene fiktive Republik Absurdistan: „Im Süden die Perser, in den anderen Himmelsrichtungen die Türken, weiter im Norden die Russen.“

### Themen
Mischa „Snack Daddy“ Vainberg hat zwei Obsessionen: hemmungsloses Essen, in dem er keine dauerhafte Erfüllung findet, und das unverblümt geschilderte Befriedigen sexueller Begierden, die ihm seiner Ansicht nach dauerhaft nur von Rouenna erfüllt werden. Durchziehendes zentrales Thema ist aber die Suche nach Identität, die für Shteyngart nicht von nationalen Grenzen oder bestimmten wirtschaftlichen Systemen abhängt. Ebenso wenig hänge moralisches Handeln von der Zugehörigkeit zu bestimmten sozialen Systemen oder Gruppen ab: Nation, Religion oder Kultur stellen keine Quelle moralischen Handelns dar, sondern korrumpierten moralisches Handels sogar.
Nation
„Ich bin ein Amerikaner, eingesperrt im Körper eines Russen“, jammert Mischa an einer Stelle des Romans, in dem Nationalismus keine stabile Identität erzeugt, sondern eine instabile Schlussfolgerung ist. Die weitgehende Verhöhnung von Nationalismen in dem Roman bezieht sich nicht nur auf die Absurdis, die zweifach als „Kretins des Kaukasus“ bezeichnet werden und von denen der Sevo-Anteil noch am besten wegkommt als leicht zu beeindruckendes Volk, „umgeben von intellektuell wenig anspruchsvollen Nationen“. Sondern die weitgehende Verhöhnung von Nationalismen tritt bei allen Nationen, Ethnien und Unter-Ethnien auf, die in dem Roman vorkommen und mit Stereotypen bedacht werden. Nicht verschont von spöttischen Bemerkungen bleiben somit die Deutschen, diverse Kaukasus-Völker, die Israelis, mehrfach Mischas russische Landsleute (z. B.: „Nation aus aufdringlichen, in eine tölpelhafte Moderne geschleuderten Kleinbauern“) und schwerpunktmäßig die Landsleute des Autors. Die Verspottung der US-Amerikaner kann dabei entweder im Speziellen erfolgen, z. B. anhand der Bewohner Brooklyns oder der Texaner (reden „in ebenso idiomatischem wie idiotischem Englisch“). Oder die spöttische Kritik an den US-Amerikanern als „Nation, die mehr aus dem Bauch lebt als aus dem Kopf“ erfolgt im Allgemeinen, z. B. wenn die Disneyisierung der US-Politik beklagt wird: „In ganz Amerika erodierte die Membran zwischen Kindheit und Erwachsenenleben, das Fantastische und das Persönliche verschmolzen miteinander, reife Sorgen regredierten in einen rosa Kinderdunst. […] Wir wollten […] es mit den irdischen Mächten unter uns aufnehmen und für irgendjemandes Rechte kämpfen, egal wessen. […] Es zeigt sich, dass Demokratie den Stoff zum allerliebsten Zeichentrickfilm aller Zeiten abgab.“
Religion
„Ich bin ein tief ungläubiger Jude und finde weder in Nationalismus noch Religion meinen Frieden“, gesteht Mischa Vainberg bereits im Prolog des Buches und meint später: „Wenn du wissen willst, zu wem ich bete […], es ist das heilige Hier und Jetzt.“ Entsprechend schonungslos werden chassidische Juden in New York verspottet oder die eskalierende Auseinandersetzung mit den Essgewohnheiten eines Chassiden im Flugzeug nach Absurdistan geschildert. „Was immer du auch vom Judentum halten magst“, bekundet Mischa, „im Grunde handelt es sich um ein System aus kodifizierten Ängsten. Es dient der Kontrolle über ein schon von vornherein nervöses und verleumdetes Volk.“ Hauptobjekt des Religionsspotts ist neben Mischas (und Gary Shteyngarts) Geburtsreligion das Sevo-Svanï-Schisma, das der Ich-Erzähler seitenlang „in einer hoffentlich unterhaltsamen Hiphop-Manier“ aufbereitet: Während die Svanï das Russische Kreuz mit dem üblichen, nach rechts abschüssigen Fußbänkchen verehren, verehren die Sevo das Russische Kreuz mit einem nach links abschüssigen Fußbänkchen. Dieses von außen betrachtet absurde Schisma dient als eine von mehreren Schutzbehauptungen zur Anzettelung des absurdischen Bürgerkrieges, hinter dem letztlich finanzielle Interessen stehen. Insgesamt bleibt laut dem Roman kein Teil der Religion unberührt von „der korrumpierenden Hand der Vermarktung“, was sich insbesondere auch in Mischas kapitellangem Konzept für ein „Kaspisches Institut für Holocaust-Studien bzw. Museum der sevisch-jüdischen Freundschaft“ zeigt.
Kultur
Der US-Literaturwissenschaftler Dean J. Franco betont hinsichtlich des Romans Absurdistan, dass Walter Benn Michaels Kultur als soziales Konstrukt und weniger diskreditierten Zwilling des Begriffs Rasse ansehe. Daher werde am Ende des Buches auch das Malcolm-X-Zitat „By any means necessary“ verwendet: Kultur sei für Malcolm X ein soziales Konstrukt gewesen und damit, ebenso wie Gewalt, ein Werkzeug zur Interessendurchsetzung. Wenn Mischa, der am College Multicultural Studies als Hauptfach hatte, absurdischer Minister für Multikulturelle Angelegenheiten wird, diene er damit nur den Interessen der Mächtigen unter dem bloßen Anschein, etwas für die Ohnmächtigen zu tun. Am Ende des Buches hat Mischa, der den New Tribalism „als zornige Antwort auf die kulturelle Gleichmacherei der Globalisierung“ ansieht und Kulturrelativismus als Totschlagargument für individuelle oder Gruppen-Fehler, allerdings seinen Glauben an den Multikulturalismus verloren. Mischa besitzt er nichts mehr, woran er glauben könnte: Nation, Religion, Kultur sind allesamt Werkzeuge des Gelderwerbungstriebs.

### Figuren
Hauptfiguren
- Mischa „Snack Daddy“ Vainberg: Er ist der „Sohn des 1.238streichsten Mannes in Russland“[62] und zu Beginn der Handlung 30 Jahre alt. Dank 147 Kilogramm Körpergewicht[62] hat er „Brüste und Bäuche“,[97] mehlsackartig schlaffe Unterarme,[98] große Patschhändchen,[99] einen „hübschen jüdischen Zinken […] und so zarte[] Lippen, dass man sie nur mit dem nackten Handrücken abputzen möchte.“[62] Insgesamt zählt Mischa sich zu den „gut aussehenden Fettsäcken“.[100] Im Jahr 1990 ist er in New York von chassidischen Juden beschnitten worden, wobei eines der Betäubungsmittel wesentlich aus einer Wodka-Zwiebelring-Bowle bestand.[101] Im gleichen Jahr begann Mischas College-Besuch im Mittleren Westen der USA,[102] wo er seinen Spitznamen erhielt.[103] Nach eigener Ansicht ist Mischa ein „Mann ohne Eigenschaften“[104] und die „[r]eine Unschuld, von Ränkeschmieden umgeben“,[71] was er mit einem „Sortiment von Angstlösern“ bekämpft.[105] In der Literatur wird Mischas Verhalten als das eines depressiven,[106] konsumfixierten,[107] egoistischen und verantwortungslosen[108] Candide-Charakters[109] gewertet, der auf der Suche nach sich selbst sei,[110] dessen Weltrettungsversuche jedoch lächerlich wären.[111]
- Bors Vainberg: Er ist der zweite Hauptcharakter des Buches, obwohl er gleich zu Beginn stirbt. Als Vater Mischas ist er gleichzeitig auch dessen dominanter Übervater[112] und charakterfehlerfreies Objekt kindischer Anbetung.[113] Der reale Boris Vainberg ist auf dem Dorf geboren, hat seinen Vater im Zweiten Weltkrieg verloren und ist daher ebenso wie Oleg der Elch „von Männern aufgezogen worden, die sich vor dem Kampf gedrückt hatten, gewalttätigen, finsteren Männern zweiter Wahl, die ihre Mütter in grausamer Einsamkeit mit nach Hause gebracht hatten.“[114] Nach dem Maschinenbaustudium[75] musste Boris für seine „Umtriebe als zionistischer Dissident Mitte der Achtziger […] zwei Jahre lang in den Bau. Ein größeres Geschenk hätte die Obrigkeit ihm nicht machen können. Seine Monate im Gefängnis waren die wichtigsten seines Lebens. […] Herr Papa hatte alle Bekanntschaften gemacht, die er in seiner Inkarnation als russischer Oligarch brauchen würde.“[75] Bereits im Jahr 1990 hat Boris daher „im Leningrader Autohandel seine erste Dollarmillion verdient und dabei alle möglichen niederträchtigen Dinge verkauft, nur keine Autos“.[102] Vor seinem Tod hat Boris nur seine 1983[115] an Krebs verstorbenen Frau[102] gefürchtet, weil er von ihr dauernd „eins mit der Bratpfanne auf den Kopf bekommen“ hat.[116] Als alleinerziehender Vater hatte Boris, nach Einschätzung des Mossad „ein Soziopath mit eingeschränkter Affektkontrolle“,[51] keine Ahnung, was er mit Mischa „anfangen sollte. Er lebte in einer abstrakten Welt, wo nicht Kindererziehung die höchste Form des Guten darstellte, sondern der Staat Israel“,[76] denn „Papas Rassismus war denkwürdig, unanfechtbar, kategorisch, allumfassend, von epischer Kraft.“[58]
- Rouenna Sales: Obgleich die meiste Zeit der Handlung über nur in den Rückblenden auftretend, erweist sich Mischas „Liebe meines Lebens“[117] und neben Aljoscha-Bob einzige freundschaftliche Beziehung Mischas[46] als wesentlicher Antrieb für Mischas Handlungen. Seiner „süßen, verarmten Freundin in der South Bronx“[65] war Mischa in einer Bar in New York begegnet, wo sie als leicht bekleidete Bedienung arbeitete. Er bezahlt ihr dann auch die Ausbildung im Hunter College,[118] wo sie eine Beziehung zu ihrem Professor Jerry Shteynfarb eingeht, der sie schwängert und sich ins Ausland absetzt. Der US-Literaturwissenschaftler Franco bezeichnet die Romanfigur der Rouenna als „eine Synekdoche für die Bronx und das multikulturelle Amerika“:[119] Sie ist deutsch-mexikanisch-puerto-ricanischer Abstammung. „Aber erzogen worden bin ich dominikanisch“, so Rouenna.[120] „In ihrem großen, schönen Gesicht funkelten zwei kleine Mestizenaugen, seine Blässe, von Sonnen- und Vitaminmangel angekränkelt, hatte einen Graustich, und ihr Bauch war aufreizend halbschwanger aufgequollen (vom Industriefraß, nicht vom werdenden Leben). Ihre Brüste waren schwer.“[121] Daher verzeiht der sexbesessene Mischa seiner „riesigen Multikulti-Schnecke mit ihrem krausen Haar […] und ihrer glänzenden, birnenförmigen braunen Nase“[122] auch, dass sie „von Natur aus aggressiv“[117] und launisch ist.[123]

Nebenfiguren (Auswahl)
- Robert „Aljoscha-Bob“ Lipshitz: Er ist Mischas „bester Kumpel in Russland“[124] und neben Rouenna Mischas einzige freundschaftliche Beziehung.[46] In „den nördlichen Ausläufern des Staates New York geboren“, hat Aljoscha-Bob seinen Freund Mischa während Mischas ersten College-Semesters kennengelernt.[124] Zu Beginn der Handlung ist der 31-jährige Aljoscha-Bob, „der 20 Jahre älter wirkte, als hätte ihn jedes in Russland verbrachte Jahr vier weitere gekostet“,[125] seit acht Jahren in St. Petersburg.[124] Sein „verkniffenes Gesicht läuft auch noch in einem rötlichen Ziegenbärtchen aus, seine wässrigen blauen Augen vermitteln dauernd den Eindruck, er werde gleich losheulen, und seine enorm aufgeworfenen Fischlippen säubert er stündlich mit Wodka.“[124] Der kleine, völlig kahlköpfige Aljoscha-Bob ist Besitzer einer „rasend profitablen DVD-Import-Export-Firma“,[124] war als Geschäftsmann bereits in Absurdistan und führt Mischa dort ein.
- Nana Nanabragovna: Die absurdische Geliebte Mischas ist „21, flink, entschlossen und sorglos“.[126] Ihr „lieblich“ dunkler,[28] jungenhafter[127] Körper kontrastiert mit den „dicken, kernigen, aufgesprungenen Mädchenlippen“[128] und dem großen, ausladenden „Gesäß voll Hoffnung und Lüsternheit“.[104] Eine der Hoffnungen Nanas ist, dass sie ihr bevorstehendes letztes Semester an der New York University[129] trotz absurdischen Bürgerkriegs antreten kann.
- Timur Nanabragov: Der Vater Nanas und Führer der sevischen DORSCH-Miliz war nach Angaben seines eigenen Dieners früher beim KGB[130] und hat Mischas Vater Boris Vainberg „gut gekannt. Sie haben zusammen Geschäfte gemacht.“[131] Nanabragov hat kahle Schläfen, eine „dicke Nase, die sich wie ein Komma abwärts bog“[104] und wirkt in seinem winzigen Körper[127] wie eine „nervöse Schneeflocke“.[104] Dennoch ist er energisch und besitzergreifend, will Nana bei sich behalten und starrt Mischa bei einer Begegnung „ebenso fest und besitzergreifend in die Augen […], wie ich morgens oft auf meine Würstchen blickte.“[127]
- Ljuba: Die 21-jährige Stiefmutter Mischas ist „einfacher Herkunft und gelegentlich unfein“.[117] Zum Zeitpunkt von Boris‘ Ermordung ist Ljuba seit zwei Jahren mit Boris Vainberg verheiratet,[132] der sie „aus irgendeinem Landwirtschaftskollektiv in Astrachan“[133] rausgeholt hatte. Mit ihren grauen Augen[134] und dem mattblonden Haar[84] sieht Ljuba aus „wie ein gefallenes Bauernmädchen, das gerade die Adoleszenz hinter sich hatte“.[132] Dadurch, dass Mischa nach dem Tod seines Vaters mit Ljuba schläft, wird Mischa zu einer Ödipus-Figur.[135]
- Timofej: Mischas treuer Diener mit dem dichten, weiblich anmutenden Haar auf dem „Schwammkopf“[136] wurde 1943 im Bezirk Brjansk geboren. Sein Vater ist in der Schlacht bei Kursk gefallen, ab 1945 war Timofej Vollwaise und bei Tante und Onkel aufgewachsen, später im Waisenhaus. Wegen Totschlags verbrachte Timofej 1960 bis 1972 im Solowki-Straflager, anschließend arbeitete er in einer karelischen KPdSU-Kantine, wo er heimlich im Keller schlief, als die Kantine in einen Fitnessclub umgewandelt wurde. Seit 1998 ist Timofej im Dienste der Vainbergs.[137]
- Larry Sarkisowitsch Zartarian: Der Kalifornier mit armenischen Wurzeln ist in Glendale aufgewachsen, hat die Cornell University School of Hotel Administration besucht[17] und ist nun Hoteldirektor des Park Hyatt Hotels. Er ist ein krummbeiniger,[138] „kleiner unansehnlicher Mann mit einer sportlichen, sich ausbreitenden Glatze, die er mit einem unanständig dichten Ziegenbärtchen konterkarierte. Seine nervöse Gefallsucht verlieh einem das Gefühl, dass seine ständig gekränkte Mutter unter dem Schreibtisch wohnte, ihm die Schuhe putzte und Doppelknoten in seine Schnürsenkel schlang.“[139]
- Oleg der Elch: Dieser Kriminelle trägt seinen Spitznamen, weil er mit „der unverwechselbaren Fünfzigerjahre-Tolle“[140] ein Markenzeichen besitzt: ein „Einender-Geweih.“[114] Ebenso wie Boris Vainberg hat Oleg seinen Vater im Zweiten Weltkrieg verloren und ist „von Männern aufgezogen worden, die sich vor dem Kampf gedrückt hatten, gewalttätigen, finsteren Männern zweiter Wahl, die ihre Mütter in grausamer Einsamkeit mit nach Hause gebracht hatten.“[114] Als „Jugendfreund des Gouverneurs von St. Petersburg“[4] genießt Oleg höchste Protektion, als er gegen seinen Ex-Freund und Ex-Partner Boris Vainberg,[141] „angestachelt von ihren vielen Verwandten und Buchhaltern, das Kriegsbeil“ ausgräbt.[4]
- Belugin: Dieser Polizeihauptmann[142] erinnert Mischa „an einen der schlauen Bauern Gogols, von der Sorte, die immer wusste, wann man besser der Herrschaft schmeichelte und wann die Sitten der Gebildeten kopierte.“[141] Der gebürtige Absurdi hat „das graue Gesicht eines alten Mannes […] mit gelblichen Augäpfeln, ein Gesicht, wie es in Russland für Autorität und Inkompetenz zugleich stand“,[143] und „die Ohren hingen ihm wie Kohlblätter vom Kopf herab“.[10]
- Trotl: Der sichelnäsige[144] Redakteur des Hochglanzmagazins Gimme Freedom! wird als Demokrat halbherzig von der US-Administration unterstützt.[145] Trotl  der Demokrat hat „[k]luge braune Augen, kleines Ziegenbärtchen, winzige gelbe Zähne. Wahrscheinlich ein verarmter, ehemals sowjetischer Akademiker in den Vierzigern, verheiratet, Gattin leidet an Herzkammerflimmern, Vater zweier brillanter, wissbegieriger Kinder mit Plattfüßen.“[145]
- Jean-Michel Lefèvre: Der belgische Diplomat ist mittleren Alters, „blond und ausgemergelt, […] stoppelbärtig, rotäugig und von der absurdischen Kombination aus Sonne, Meer und Sand hübsch gebräunt.“[146] Er „überfährt gerne Einheimische mit seinem Peugeot“.[12]
- Jerry Shteynfarb: Der Professor am Hunter College und ehemalige College-Kommilitone Mischas ist ein opportunistisches Alter Ego des Roman-Autors Gary Shteyngart.[147] Dieser Verführer Rouennas ist „ein hässlicher kleiner Mann mit trockenen Lippen, ein struppiger schwarzer Irokesenschnitt, von jugendlichem Haarausfall gezeichnet, ledrige Tränensäcke unter den Augen, das Benehmen total künstlich“.[148]

## Auszeichnungen
The New York Times Book Review listete Absurdistan als eines der 10 besten belletristischen Bücher des Jahres 2006. Darüber hinaus wurde der Roman von verschiedenen renommierten US-amerikanischen Tageszeitungen zum Buch des Jahres gewählt.

## Deutschsprachige Textausgaben (Auswahl)
- Absurdistan. Roman. (Übersetzung: Robin Detje.) Rowohlt, Reinbek 2017. ISBN 978-3-499-29047-3.
- Snack Daddys abenteuerliche Reise. Roman. (Übersetzung: Robin Detje.) Berlin-Verlag, Berlin 2006. ISBN 978-3-8270-0661-5.